# حصن بنشكلة
حصن بنشكلة (بالإسبانية: Castillo Palacio de Peñíscola)‏، ويسمى هذا الحصن جبل طارق بلنسية؛ لأنه جزيرة متصلة بالبر بلسان من الرمل، وقد بقي هذا الحصن في أيدي العرب إلى سنة 1233، فاستخلصه منهم جاك الأول ملك أراغون. وقد دخل الفرنسيس هذا الحصن سنة 1811، وقد أقام أحد البابوات بهذا الحصن، وهو البابا بنديكتوس الثامن الذي أعلن مجمع كونستانزا إسقاطه من البابوية، فجاء بكرادلته إلى هذا الحصن وأقام به سبع سنين إلى أن مات، وذلك سنة 1423.
يقول الحميري في الروض المعطار: